# Landry Antoine Lemogo
Landry Antoine Lemogo, plus connu sous le nom de Président Tchop Tchop, né le 23 août 1970 au Cameroun, est un animateur de radio, animateur et producteur de télévision, acteur et agent artistique camerounais. 
Sa carrière débute dans les années 1990 en tant qu'humoriste et devient animateur de radio en 2002 au sein de la Radio Equinoxe. Il est depuis 2009 le présentateur principal et producteur de l'émission Jambo diffusée sur la chaine de télévision camerounaise Canal 2 International. 

## Biographie

### Débuts et formation
Landry Antoine Lemogo est né en 1970 au Cameroun dans une famille polygamique. Il est originaire de Fokoué dans le département de la Menoua dans la région de l'Ouest. Son père est naturopathe de profession.
Il fait ses études primaires à l'école publique de Fokoué et s'installe plus tard dans la ville de Nkongsamba. Il obtient son CEPE à l'école Saint Kisito d'Ekangté, puis s'inscrit au CES de Nkongsamba où il fait ses premiers pas dans la comédie. Quelques années plus tard, il obtient un CAP en Menuiserie au CETIC de Nkongsamba. Il quitte alors Nkongsamba et s'installe à Yaoundé où il obtient son baccalauréat au collège Meyong Meyeme.
Landry Antoine Lemogo est titulaire d'un diplôme en comptabilité et gestion.
Au début des années1990, il fait la rencontre de l'animateur français Dario de passage au Cameroun et celui ci lui permet d'obtenir un stage en France. Il quitte le Cameroun pour la France où il effectue un stage d'animation pendant six mois au sein de la station radio française Fun Radio. 

### Comédien
Landry Antoine Lemogo se fait d'abord connaitre en tant que comédien et humoriste,. Il fait ses débuts au milieu des années 1990 à travers des sketchs dans des spectacles, en première parties des concerts des artistes tels que Prince Ndedi Eyango, puis obtient un espace à la CRTV dans une émission télévisée humoristique dénommée Tempo. Il crée ensuite une troupe de comédie et forme les humoristes Fingon Tralala, Tagne Condom, Selavie New Way.  
En 2002, il sort le CD de son spectacle intitulé  Son excellence Tchop Tchop de mon Cœur, le président à vie qu'il dédie aux sinistrés de la catastrophe de Nsam Efoulan. En dépit du succès en tant qu'humoriste, il abandonne l'humour et se reconvertit en tant qu'animateur radio. 
En 2021, il marque son retour dans le cinéma dans le film L'ombre du passé d'Alain Tenzon. En 2021, on le retrouve dans le film Kuvah, produit par Syndy Emade et réalisé par Max Ngassa dans lequel il joue le rôle du roi.

### Animateur de Radio et Télé
En 2002, Landry Lemogo est sollicité par Severin Tchonkeu et commence sa carrière d'animateur Radio au sein d'Equinoxe Radio. Il passe trois années au sein de la Radio Equinoxe où il crée les émissions à succès Pepper Soup, Vide ton sac et Toute la ville s'amuse. En avril 2006, il rejoint le groupe TV+  en tant qu'animateur pour la radio Sweet FM et lance les émission Djambo Djambo et Café Pimenté. En 2009, il lance la célèbre émission de télévision Jambo sur la télévision Canal 2 International en tant que présentateur principal, producteur et promoteur,.  
Il est aujourd'hui considéré comme l'un des animateurs de télévisions les plus en vue au Cameroun.  
Diffusée tous les dimanches sur Canal 2 International depuis plus de 12 ans, l'émission Jambo a vu passer de nombreux journalistes et animateurs camerounais au cours de 10 dernières années parmi lesquels Laura Dave, Kletus, Kelly White entre autres. Par ailleurs, Landry Lemogo est très souvent critiqué pour ses séparations brusques avec la plupart de ces collaborateurs,.
L'émission Jambo a célébré son  10e anniversaire en octobre 2019,
Président Tchop Tchop a officié en tant maître de cérémonie vedette pour plusieurs éditions de la cérémonies des récompenses Canal 2'Or.

### Agent Artistique
Président Tchop Tchop est également connu comme un agent artistique. Il a été le manager de plusieurs artistes camerounais de renom pendant plusieurs années parmi lesquels les chanteuses Lady Ponce et Kareyce Fotso, ainsi que le comédien Major Assé.
Landry Antoine Lemogo est marié à Sidonie Singo et père de plusieurs enfants.

## Filmographie
- 2020: L'ombre du passé
- 2021: Kuvah
- 2022: Madame, Monsieur